# Coupe du monde de biathlon 2014-2015
Navigation
Édition précédente Édition suivante
La 38e édition de la Coupe du monde de biathlon a lieu du 30 novembre 2014, lors de la première étape disputée à Östersund, au 22 mars 2015 à Khanty-Mansiïsk. Le circuit comprend dix destinations exclusivement européennes. Les championnats du monde ont lieu à Kontiolahti en Finlande du 5 au 15 mars 2015.

## Programme
| \| Östersund Hochfilzen Pokljuka Oberhof Ruhpolding Antholz Nové Město Khanty-Mansiïsk Kontiolahti Oslo \| Les sites des compétitions |
| Östersund Hochfilzen Pokljuka Oberhof Ruhpolding Antholz Nové Město Khanty-Mansiïsk Kontiolahti Oslo                                  |

## Attribution des points
| Place  | 1  | 2  | 3  | 4  | 5  | 6  | 7  | 8  | 9  | 10 | 11 | 12 | 13 | 14 | 15 | 16 | 17 | 18 | 19 | 20 | 21 | 22 | 23 | 24 | 25 | 26 | 27 | 28 | 29 | 30 | 31 | 32 | 33 | 34 | 35 | 36 | 37 | 38 | 39 | 40 |
| ------ | -- | -- | -- | -- | -- | -- | -- | -- | -- | -- | -- | -- | -- | -- | -- | -- | -- | -- | -- | -- | -- | -- | -- | -- | -- | -- | -- | -- | -- | -- | -- | -- | -- | -- | -- | -- | -- | -- | -- | -- |
| Points | 60 | 54 | 48 | 43 | 40 | 38 | 36 | 34 | 32 | 31 | 30 | 29 | 28 | 27 | 26 | 25 | 24 | 23 | 22 | 21 | 20 | 19 | 18 | 17 | 16 | 15 | 14 | 13 | 12 | 11 | 10 | 9  | 8  | 7  | 6  | 5  | 4  | 3  | 2  | 1  |

| Place  | 1  | 2  | 3  | 4  | 5  | 6  | 7  | 8  | 9  | 10 | 11 | 12 | 13 | 14 | 15 | 16 | 17 | 18 | 19 | 20 | 21 | 22 | 23 | 24 | 25 | 26 | 27 | 28 | 29 | 30 |
| ------ | -- | -- | -- | -- | -- | -- | -- | -- | -- | -- | -- | -- | -- | -- | -- | -- | -- | -- | -- | -- | -- | -- | -- | -- | -- | -- | -- | -- | -- | -- |
| Points | 60 | 54 | 48 | 43 | 40 | 38 | 36 | 34 | 32 | 31 | 30 | 29 | 28 | 27 | 26 | 25 | 24 | 23 | 22 | 21 | 20 | 18 | 16 | 14 | 12 | 10 | 8  | 6  | 4  | 2  |

## Classements

### Classement général
Le classement général prend en compte les vingt trois meilleurs résultats de chaque biathlète.
| Rang | Nom                  | Points | Victoire(s) |
| ---- | -------------------- | ------ | ----------- |
| 1    | Martin Fourcade      | 1057   | 8           |
| 2    | Anton Shipulin       | 978    | 2           |
| 3    | Jakov Fak            | 883    | 4           |
| 4    | Simon Schempp        | 792    | 3           |
| 5    | Johannes Thingnes Bø | 728    | 3           |
| 6    | Ondřej Moravec       | 655    |             |
| 7    | Evgeniy Garanichev   | 635    |             |
| 8    | Michal Šlesingr      | 630    |             |
| 9    | Emil Hegle Svendsen  | 613    | 2           |
| 10   | Erik Lesser          | 606    | 1           |

| Rang | Nom                  | Points | Victoire(s) |
| ---- | -------------------- | ------ | ----------- |
| 1    | Darya Domracheva     | 1094   | 9           |
| 2    | Kaisa Mäkäräinen     | 1047   | 6           |
| 3    | Valj Semerenko       | 869    | 1           |
| 4    | Veronika Vítková     | 798    | 1           |
| 5    | Franziska Hildebrand | 761    |             |
| 6    | Gabriela Soukalová   | 758    | 1           |
| 7    | Dorothea Wierer      | 751    |             |
| 8    | Laura Dahlmeier      | 725    | 2           |
| 9    | Franziska Preuss     | 658    |             |
| 10   | Karin Oberhofer      | 651    |             |

### Coupe des Nations
| Rang | Nation    | Points |
| ---- | --------- | ------ |
| 1    | Norvège   | 8096,5 |
| 2    | Allemagne | 8001,5 |
| 3    | France    | 7812,5 |
| 4    | Russie    | 7800   |
| 5    | Tchéquie  | 6755,5 |
| 6    | Autriche  | 6750   |
| 7    | Ukraine   | 6216   |
| 8    | Suisse    | 5642,5 |
| 9    | Canada    | 5609   |
| 10   | Slovénie  | 5581,5 |

| Rang | Nation      | Points |
| ---- | ----------- | ------ |
| 1    | Allemagne   | 7880,5 |
| 2    | Tchéquie    | 7681,5 |
| 3    | France      | 7465,5 |
| 4    | Biélorussie | 7323,5 |
| 5    | Ukraine     | 7111   |
| 6    | Norvège     | 6991,5 |
| 7    | Italie      | 6857   |
| 8    | Pologne     | 6092,5 |
| 9    | Russie      | 5375   |
| 10   | Autriche    | 5345   |

### Classement par discipline

#### Individuel
| Rang | Nom                  | Points |
| ---- | -------------------- | ------ |
| 1    | Serhiy Semenov       | 142    |
| 2    | Martin Fourcade      | 120    |
| 3    | Emil Hegle Svendsen  | 114    |
| 4    | Michal Šlesingr      | 109    |
| 5    | Johannes Thingnes Bø | 108    |

| Rang | Nom                  | Points |
| ---- | -------------------- | ------ |
| 1    | Kaisa Mäkäräinen     | 162    |
| 2    | Darya Domracheva     | 139    |
| 3    | Veronika Vítková     | 122    |
| 4    | Franziska Hildebrand | 103    |
| 5    | Nadezhda Skardino    | 89     |

#### Sprint
| Rang | Nom                  | Points |
| ---- | -------------------- | ------ |
| 1    | Martin Fourcade      | 416    |
| 2    | Anton Shipulin       | 370    |
| 3    | Simon Schempp        | 354    |
| 4    | Jakov Fak            | 337    |
| 5    | Johannes Thingnes Bø | 330    |

| Rang | Nom              | Points |
| ---- | ---------------- | ------ |
| 1    | Darya Domracheva | 417    |
| 2    | Kaisa Mäkäräinen | 366    |
| 3    | Veronika Vitková | 349    |
| 4    | Dorothea Wierer  | 335    |
| 5    | Valj Semerenko   | 330    |

#### Poursuite
| Rang | Nom             | Points |
| ---- | --------------- | ------ |
| 1    | Martin Fourcade | 335    |
| 2    | Anton Shipulin  | 305    |
| 3    | Jakov Fak       | 282    |
| 4    | Simon Schempp   | 228    |
| 5    | Erik Lesser     | 207    |

| Rang | Nom              | Points |
| ---- | ---------------- | ------ |
| 1    | Darya Domracheva | 348    |
| 2    | Kaisa Mäkäräinen | 348    |
| 3    | Valj Semerenko   | 258    |
| 4    | Laura Dahlmeier  | 224    |
| 5    | Dorothea Wierer  | 215    |

#### Départ Groupé
| Rang | Nom             | Points |
| ---- | --------------- | ------ |
| 1    | Anton Shipulin  | 242    |
| 2    | Jakov Fak       | 204    |
| 3    | Martin Fourcade | 186    |
| 4    | Simon Eder      | 174    |
| 5    | Ondřej Moravec  | 167    |

| Rang | Nom                | Points |
| ---- | ------------------ | ------ |
| 1    | Franziska Preuss   | 218    |
| 2    | Valj Semerenko     | 210    |
| 3    | Darya Domracheva   | 206    |
| 4    | Gabriela Soukalova | 200    |
| 5    | Kaisa Mäkäräinen   | 195    |

#### Relais
| Rang | Nation    | Points |
| ---- | --------- | ------ |
| 1    | Russie    | 311    |
| 2    | Norvège   | 308    |
| 3    | Allemagne | 305    |
| 4    | France    | 279    |
| 5    | Autriche  | 242    |

| Rang | Nation      | Points |
| ---- | ----------- | ------ |
| 1    | Tchéquie    | 316    |
| 2    | Allemagne   | 302    |
| 3    | France      | 266    |
| 4    | Biélorussie | 262    |
| 5    | Italie      | 253    |

| Rang | Nation    | Points |
| ---- | --------- | ------ |
| 1    | Norvège   | 216    |
| 2    | France    | 194    |
| 3    | Tchéquie  | 174    |
| 4    | Ukraine   | 169    |
| 5    | Allemagne | 167    |

### Globes de cristal et titres mondiaux
| Disciplines       | Globes de cristal | Champions du monde   |
| ----------------- | ----------------- | -------------------- |
| Général           | Martin Fourcade   |                      |
| Coupe des Nations | Norvège           |                      |
| Individuel        | Serhiy Semenov    | Martin Fourcade      |
| Sprint            | Martin Fourcade   | Johannes Thingnes Bø |
| Poursuite         | Martin Fourcade   | Erik Lesser          |
| Départ Groupé     | Anton Shipulin    | Jakov Fak            |
| Relais            | Russie            | Allemagne            |

| Disciplines       | Globes de cristal | Championnes du monde |
| ----------------- | ----------------- | -------------------- |
| Général           | Darya Domracheva  |                      |
| Coupe des Nations | Allemagne         |                      |
| Individuel        | Kaisa Mäkäräinen  | Ekaterina Yurlova    |
| Sprint            | Darya Domracheva  | Marie Dorin-Habert   |
| Poursuite         | Darya Domracheva  | Marie Dorin-Habert   |
| Départ Groupé     | Franziska Preuss  | Valj Semerenko       |
| Relais            | Tchéquie          | Allemagne            |

|              | \| Discipline \| Globe de cristal \| Champion du monde \| \| ------------ \| ---------------- \| ----------------- \| \| Relais mixte \| Norvège \| Tchéquie \| |                   |
| Discipline   | Globe de cristal | Champion du monde |
| Relais mixte | Norvège | Tchéquie          |

## Calendrier et podiums

### Femmes

#### Épreuves individuelles
| Étape                                                      | Lieu                 | Épreuve               | Date             | Vainqueur               | Deuxième                            | Troisième                         | Leader du classement général |
| ---------------------------------------------------------- | -------------------- | --------------------- | ---------------- | ----------------------- | ----------------------------------- | --------------------------------- | ---------------------------- |
| 1                                                          | Östersund            | Individuel 15 km      | 4 décembre 2014  | Darya Domracheva        | Kaisa Mäkäräinen                    | Valj Semerenko                    | Darya Domracheva             |
| 1                                                          | Östersund            | Sprint 7,5 km         | 6 décembre 2014  | Tiril Eckhoff           | Veronika Vitková                    | Kaisa Mäkäräinen                  | Kaisa Mäkäräinen             |
| 1                                                          | Östersund            | Poursuite 10 km       | 7 décembre 2014  | Kaisa Mäkäräinen        | Valj Semerenko                      | Dorothea Wierer                   | Kaisa Mäkäräinen             |
| 2                                                          | Hochfilzen           | Sprint 7,5 km         | 12 décembre 2014 | Kaisa Mäkäräinen        | Karin Oberhofer                     | Tiril Eckhoff                     | Kaisa Mäkäräinen             |
| 2                                                          | Hochfilzen           | Poursuite 10 km       | 14 décembre 2014 | Kaisa Mäkäräinen        | Ekaterina Glazyrina → Anaïs Bescond | Anaïs Bescond → Olga Podchufarova | Kaisa Mäkäräinen             |
| 3                                                          | Pokljuka             | Sprint 7,5 km         | 18 décembre 2014 | Gabriela Soukalová      | Dorothea Wierer                     | Valj Semerenko                    | Kaisa Mäkäräinen             |
| 3                                                          | Pokljuka             | Poursuite 10 km       | 20 décembre 2014 | Darya Domracheva        | Kaisa Mäkäräinen                    | Valj Semerenko                    | Kaisa Mäkäräinen             |
| 3                                                          | Pokljuka             | Départ Groupé 12,5 km | 21 décembre 2014 | Kaisa Mäkäräinen        | Anaïs Bescond                       | Nadezhda Skardino                 | Kaisa Mäkäräinen             |
| 4                                                          | Oberhof              | Sprint 7,5 km         | 9 janvier 2015   | Veronika Vítková        | Dorothea Wierer                     | Nicole Gontier                    | Kaisa Mäkäräinen             |
| 4                                                          | Oberhof              | Départ Groupé 12,5 km | 11 janvier 2015  | Darya Domracheva        | Veronika Vítková                    | Tiril Eckhoff                     | Kaisa Mäkäräinen             |
| 5                                                          | Ruhpolding           | Sprint 7,5 km         | 16 janvier 2015  | Fanny Welle-Strand Horn | Darya Domracheva                    | Tiril Eckhoff                     | Kaisa Mäkäräinen             |
| 5                                                          | Ruhpolding           | Départ Groupé 12,5 km | 18 janvier 2015  | Darya Domracheva        | Franziska Preuss                    | Veronika Vítková                  | Kaisa Mäkäräinen             |
| 6                                                          | Antholz - Anterselva | Sprint 7,5 km         | 23 janvier 2015  | Darya Domracheva        | Kaisa Mäkäräinen                    | Laura Dahlmeier                   | Kaisa Mäkäräinen             |
| 6                                                          | Antholz - Anterselva | Poursuite 10 km       | 24 janvier 2015  | Darya Domracheva        | Daria Virolaynen                    | Kaisa Mäkäräinen                  | Kaisa Mäkäräinen             |
| 7                                                          | Nové Město           | Sprint 7,5 km         | 7 février 2015   | Laura Dahlmeier         | Franziska Hildebrand                | Veronika Vítková                  | Kaisa Mäkäräinen             |
| 7                                                          | Nové Město           | Poursuite 10 km       | 8 février 2015   | Darya Domracheva        | Kaisa Mäkäräinen                    | Laura Dahlmeier                   | Kaisa Mäkäräinen             |
| 8                                                          | Oslo-Holmenkollen    | Individuel 15 km      | 12 février 2015  | Kaisa Mäkäräinen        | Darya Domracheva                    | Veronika Vítková                  | Kaisa Mäkäräinen             |
| 8                                                          | Oslo-Holmenkollen    | Sprint 7,5 km         | 14 février 2015  | Darya Domracheva        | Laura Dahlmeier                     | Marie Dorin-Habert                | Darya Domracheva             |
| Championnats du monde de biathlon 2015 (5 au 15 mars 2015) |                      |                       |                  |                         |                                     |                                   |                              |
| ChM                                                        | Kontiolahti          | Sprint 7,5 km         | 7 mars 2015      | Marie Dorin-Habert      | Weronika Nowakowska                 | Valj Semerenko                    | Darya Domracheva             |
| ChM                                                        | Kontiolahti          | Poursuite 10 km       | 8 mars 2015      | Marie Dorin-Habert      | Laura Dahlmeier                     | Weronika Nowakowska               | Darya Domracheva             |
| ChM                                                        | Kontiolahti          | Individuel 15 km      | 11 mars 2015     | Ekaterina Yurlova       | Gabriela Soukalová                  | Kaisa Mäkäräinen                  | Darya Domracheva             |
| ChM                                                        | Kontiolahti          | Départ Groupé 12,5 km | 15 mars 2015     | Valj Semerenko          | Franziska Preuss                    | Karin Oberhofer                   | Darya Domracheva             |
| Fin des championnats du monde                              |                      |                       |                  |                         |                                     |                                   |                              |
| 9                                                          | Khanty-Mansiïsk      | Sprint 7,5 km         | 20 mars 2015     | Kaisa Mäkäräinen        | Laura Dahlmeier                     | Darya Domracheva                  | Darya Domracheva             |
| 9                                                          | Khanty-Mansiïsk      | Poursuite 10 km       | 21 mars 2015     | Darya Domracheva        | Laura Dahlmeier                     | Franziska Preuss                  | Darya Domracheva             |
| 9                                                          | Khanty-Mansiïsk      | Départ Groupé 12,5 km | 22 mars 2015     | Laura Dahlmeier         | Gabriela Soukalová                  | Marie Dorin-Habert                | Darya Domracheva             |

#### Relais
| Étape                                                      | Lieu               | Épreuve         | Date             | Vainqueur                                                                           | Deuxième                                                                                    | Troisième                                                                                   | Leader du classement du relais féminin |
| ---------------------------------------------------------- | ------------------ | --------------- | ---------------- | ----------------------------------------------------------------------------------- | ------------------------------------------------------------------------------------------- | ------------------------------------------------------------------------------------------- | -------------------------------------- |
| 2                                                          | Hochfilzen         | Relais 4 x 6 km | 13 décembre 2014 | Allemagne- Luise Kummer - Franziska Hildebrand - Vanessa Hinz - Franziska Preuss    | Biélorussie- Nadezhda Skardino - Nastassia Dubarezava - Nadzeya Pisareva - Darya Domracheva | Tchéquie- Eva Puskarčíková - Gabriela Soukalová - Jitka Landová - Veronika Vítková          | Allemagne                              |
| 4                                                          | Oberhof            | Relais 4 x 6 km | 7 janvier 2015   | Tchéquie- Eva Puskarčíková - Gabriela Soukalová - Jitka Landová - Veronika Vítková  | France- Marine Bolliet - Marie Dorin-Habert - Justine Braisaz - Anaïs Bescond               | Biélorussie- Nadezhda Skardino - Nastassia Dubarezava - Nadzeya Pisareva - Darya Domracheva | Tchéquie                               |
| 5                                                          | Ruhpolding         | Relais 4 x 6 km | 14 janvier 2015  | Tchéquie- Eva Puskarčíková - Gabriela Soukalová - Jitka Landová - Veronika Vítková  | Biélorussie- Nadezhda Skardino - Iryna Kryuko - Nadzeya Pisareva - Darya Domracheva         | Allemagne- Franziska Preuss - Franziska Hildebrand - Vanessa Hinz - Laura Dahlmeier         | Tchéquie                               |
| 6                                                          | Antholz-Anterselva | Relais 4 x 6 km | 25 janvier 2015  | Allemagne- Franziska Hildebrand - Franziska Preuss - Luise Kummer - Laura Dahlmeier | Tchéquie- Eva Puskarčíková - Gabriela Soukalová - Jitka Landová - Veronika Vítková          | Ukraine- Juliya Dzhyma - Natalya Burdyga - Olga Abramova - Valj Semerenko                   | Tchéquie                               |
| 8                                                          | Oslo-Holmenkollen  | Relais 4 x 6 km | 15 février 2015  | Tchéquie- Eva Puskarčíková - Gabriela Soukalová - Jitka Landová - Veronika Vítková  | Italie- Dorothea Wierer - Nicole Gontier - Federica Sanfilippo - Karin Oberhofer            | France- Anaïs Bescond - Enora Latuillière - Coline Varcin - Marie Dorin Habert              | Tchéquie                               |
| Championnats du monde de biathlon 2015 (3 au 13 mars 2015) |                    |                 |                  |                                                                                     |                                                                                             |                                                                                             |                                        |
| ChM                                                        | Kontiolahti        | Relais 4 x 6 km | 13 mars 2015     | Allemagne- Franziska Hildebrand - Franziska Preuss - Vanessa Hinz - Laura Dahlmeier | France- Anaïs Bescond - Enora Latuillière - Justine Braisaz - Marie Dorin Habert            | Italie- Lisa Vittozzi - Karin Oberhofer - Nicole Gontier - Dorothea Wierer                  | Tchéquie                               |
| Fin des championnats du monde                              |                    |                 |                  |                                                                                     |                                                                                             |                                                                                             |                                        |

### Hommes

#### Épreuves individuelles
| Étape                                                      | Lieu                 | Épreuve             | Date             | Vainqueur            | Deuxième               | Troisième              | Leader du classement général |
| ---------------------------------------------------------- | -------------------- | ------------------- | ---------------- | -------------------- | ---------------------- | ---------------------- | ---------------------------- |
| 1                                                          | Östersund            | Individuel 20 km    | 3 décembre 2014  | Emil Hegle Svendsen  | Serhiy Semenov         | Michal Šlesingr        | Emil Hegle Svendsen          |
| 1                                                          | Östersund            | Sprint 10 km        | 6 décembre 2014  | Martin Fourcade      | Ondřej Moravec         | Jakov Fak              | Emil Hegle Svendsen          |
| 1                                                          | Östersund            | Poursuite 12,5 km   | 7 décembre 2014  | Martin Fourcade      | Anton Shipulin         | Emil Hegle Svendsen    | Emil Hegle Svendsen          |
| 2                                                          | Hochfilzen           | Sprint 10 km        | 12 décembre 2014 | Johannes Thingnes Bø | Simon Schempp          | Andreas Birnbacher     | Emil Hegle Svendsen          |
| 2                                                          | Hochfilzen           | Poursuite 12,5 km   | 14 décembre 2014 | Martin Fourcade      | Simon Schempp          | Jakov Fak              | Martin Fourcade              |
| 3                                                          | Pokljuka             | Sprint 10 km        | 19 décembre 2014 | Anton Shipulin       | Dominik Landertinger   | Emil Hegle Svendsen    | Martin Fourcade              |
| 3                                                          | Pokljuka             | Poursuite 12,5 km   | 20 décembre 2014 | Emil Hegle Svendsen  | Anton Shipulin         | Martin Fourcade        | Emil Hegle Svendsen          |
| 3                                                          | Pokljuka             | Départ Groupé 15 km | 21 décembre 2014 | Anton Shipulin       | Martin Fourcade        | Simon Eder             | Martin Fourcade              |
| 4                                                          | Oberhof              | Sprint 10 km        | 10 janvier 2015  | Martin Fourcade      | Ole Einar Bjørndalen   | Timofei Lapshin        | Martin Fourcade              |
| 4                                                          | Oberhof              | Départ Groupé 15 km | 11 janvier 2015  | Martin Fourcade      | Anton Shipulin         | Dmitry Malyshko        | Martin Fourcade              |
| 5                                                          | Ruhpolding           | Sprint 10 km        | 17 janvier 2015  | Johannes Thingnes Bø | Simon Schempp          | Arnd Peiffer           | Martin Fourcade              |
| 5                                                          | Ruhpolding           | Départ Groupé 15 km | 18 janvier 2015  | Simon Schempp        | Quentin Fillon Maillet | Michal Šlesingr        | Martin Fourcade              |
| 6                                                          | Antholz - Anterselva | Sprint 10 km        | 22 janvier 2015  | Simon Schempp        | Evgeniy Garanichev     | Jakov Fak              | Martin Fourcade              |
| 6                                                          | Antholz - Anterselva | Poursuite 12,5 km   | 24 janvier 2015  | Simon Schempp        | Simon Eder             | Evgeniy Garanichev     | Martin Fourcade              |
| 7                                                          | Nové Město           | Sprint 10 km        | 7 février 2015   | Jakov Fak            | Simon Schempp          | Jean-Guillaume Béatrix | Martin Fourcade              |
| 7                                                          | Nové Město           | Poursuite 12,5 km   | 8 février 2015   | Jakov Fak            | Simon Schempp          | Martin Fourcade        | Martin Fourcade              |
| 8                                                          | Oslo-Holmenkollen    | Individuel (20 km)  | 12 février 2015  | Martin Fourcade      | Evgeniy Garanichev     | Serhiy Semenov         | Martin Fourcade              |
| 8                                                          | Oslo-Holmenkollen    | Sprint (10 km)      | 14 février 2015  | Arnd Peiffer         | Martin Fourcade        | Anton Shipulin         | Martin Fourcade              |
| Championnats du monde de biathlon 2015 (5 au 15 mars 2015) |                      |                     |                  |                      |                        |                        |                              |
| ChM                                                        | Kontiolahti          | Sprint 10 km        | 7 mars 2015      | Johannes Thingnes Bø | Nathan Smith           | Tarjei Bø              | Martin Fourcade              |
| ChM                                                        | Kontiolahti          | Poursuite 12,5 km   | 8 mars 2015      | Erik Lesser          | Anton Shipulin         | Tarjei Bø              | Martin Fourcade              |
| ChM                                                        | Kontiolahti          | Individuel 20 km    | 12 mars 2015     | Martin Fourcade      | Emil Hegle Svendsen    | Ondřej Moravec         | Martin Fourcade              |
| ChM                                                        | Kontiolahti          | Départ Groupé 15 km | 15 mars 2015     | Jakov Fak            | Ondřej Moravec         | Tarjei Bø              | Martin Fourcade              |
| Fin des championnats du monde                              |                      |                     |                  |                      |                        |                        |                              |
| 9                                                          | Khanty-Mansiïsk      | Sprint 10 km        | 19 mars 2015     | Martin Fourcade      | Anton Shipulin         | Benedikt Doll          | Martin Fourcade              |
| 9                                                          | Khanty-Mansiïsk      | Poursuite 12,5 km   | 21 mars 2015     | Nathan Smith         | Benedikt Doll          | Anton Shipulin         | Martin Fourcade              |
| 9                                                          | Khanty-Mansiïsk      | Départ Groupé 15 km | 22 mars 2015     | Jakov Fak            | Anton Shipulin         | Tarjei Bø              | Martin Fourcade              |

#### Relais
| Étape                                                      | Lieu               | Épreuve           | Date             | Vainqueur                                                                                       | Deuxième                                                                                         | Troisième                                                                                  | Leader du classement du relais masculin |
| ---------------------------------------------------------- | ------------------ | ----------------- | ---------------- | ----------------------------------------------------------------------------------------------- | ------------------------------------------------------------------------------------------------ | ------------------------------------------------------------------------------------------ | --------------------------------------- |
| 2                                                          | Hochfilzen         | Relais 4 x 7,5 km | 13 décembre 2014 | Russie- Maxim Tsvetkov - Timofey Lapshin - Dmitry Malyshko - Anton Shipulin                     | France- Simon Fourcade - Jean-Guillaume Béatrix - Simon Desthieux - Martin Fourcade              | Norvège- Johannes Thingnes Bø - Emil Hegle Svendsen - Lars Helge Birkeland - Tarjei Bø     | Russie                                  |
| 4                                                          | Oberhof            | Relais 4 x 7,5 km | 8 janvier 2015   | Russie- Evgeniy Garanichev - Timofey Lapshin - Dmitry Malyshko - Anton Shipulin                 | Norvège- Vetle Sjåstad Christiansen - Alexander Os - Johannes Thingnes Bø - Ole Einar Bjørndalen | France- Simon Fourcade - Jean-Guillaume Béatrix - Simon Desthieux - Quentin Fillon Maillet | Russie                                  |
| 5                                                          | Ruhpolding         | Relais 4 x 7,5 km | 15 janvier 2015  | Norvège- Ole Einar Bjørndalen - Erlend Bjøntegaard - Johannes Thingnes Bø - Emil Hegle Svendsen | Allemagne- Erik Lesser - Andreas Birnbacher - Arnd Peiffer - Simon Schempp                       | Russie- Evgeniy Garanichev - Timofey Lapshin - Aleksey Volkov - Anton Shipulin             | Russie                                  |
| 6                                                          | Antholz-Anterselva | Relais 4 x 7,5 km | 25 janvier 2015  | Norvège- Ole Einar Bjørndalen - Tarjei Bø - Johannes Thingnes Bø - Emil Hegle Svendsen          | Allemagne- Erik Lesser - Daniel Boehm - Arnd Peiffer - Simon Schempp                             | France- Simon Fourcade - Quentin Fillon Maillet - Simon Desthieux - Jean-Guillaume Béatrix | Russie                                  |
| 8                                                          | Oslo-Holmenkollen  | Relais 4 x 7,5 km | 15 février 2015  | Russie- Evgeniy Garanichev - Maxim Tsvetkov - Dmitry Malyshko - Anton Shipulin                  | Allemagne- Erik Lesser - Andreas Birnbacher - Arnd Peiffer - Simon Schempp                       | Autriche- Daniel Mesotitsch - Simon Eder - Sven Grosseger - Dominik Landertinger           | Russie                                  |
| Championnats du monde de biathlon 2015 (5 au 15 mars 2015) |                    |                   |                  |                                                                                                 |                                                                                                  |                                                                                            |                                         |
| ChM                                                        | Kontiolahti        | Relais 4 x 7,5 km | 13 mars 2015     | Allemagne- Erik Lesser - Daniel Boehm - Arnd Peiffer - Simon Schempp                            | Norvège- Ole Einar Bjørndalen - Tarjei Bø - Johannes Thingnes Bø - Emil Hegle Svendsen           | France- Simon Fourcade - Jean-Guillaume Béatrix - Quentin Fillon Maillet - Martin Fourcade | Russie                                  |
| Fin des championnats du monde                              |                    |                   |                  |                                                                                                 |                                                                                                  |                                                                                            |                                         |

### Mixte
| Étape                                                      | Lieu        | Épreuve                      | Date             | Vainqueur                                                                           | Deuxième                                                                                      | Troisième                                                                           | Leader du classement du relais mixte |
| ---------------------------------------------------------- | ----------- | ---------------------------- | ---------------- | ----------------------------------------------------------------------------------- | --------------------------------------------------------------------------------------------- | ----------------------------------------------------------------------------------- | ------------------------------------ |
| 1                                                          | Östersund   | Relais 2 x 6 km + 2 x 7,5 km | 30 novembre 2014 | France- Anaïs Bescond - Anaïs Chevalier - Simon Fourcade - Martin Fourcade          | Norvège- Synnøve Solemdal - Tiril Eckhoff - Vetle Sjåstad Christiansen - Lars Helge Birkeland | Allemagne- Franziska Hildebrand - Franziska Preuss - Arnd Peiffer - Simon Schempp   | France                               |
| 7                                                          | Nové Město  | Relais simple 6 km + 7,5 km  | 6 février 2015   | Russie- Yana Romanova - Aleksey Volkov                                              | Norvège- Marte Olsbu - Henrik L'Abée-Lund                                                     | Ukraine- Juliya Dzhyma - Artem Tyshchenko                                           | Norvège                              |
| 7                                                          | Nové Město  | Relais 2 x 6 km + 2 x 7,5 km | 6 février 2015   | Norvège- Fanny Welle-Strand Horn - Tiril Eckhoff - Johannes Thingnes Bø - Tarjei Bø | Tchéquie- Veronika Vítková - Gabriela Soukalová - Michal Šlesingr - Ondřej Moravec            | Ukraine- Iryna Varvynets - Valj Semerenko - Dmytro Pidruchnyi - Serhiy Semenov      | Norvège                              |
| Championnats du monde de biathlon 2015 (5 au 15 mars 2015) |             |                              |                  |                                                                                     |                                                                                               |                                                                                     |                                      |
| ChM                                                        | Kontiolahti | Relais 2 x 6 km + 2 x 7,5 km | 5 mars 2015      | Tchéquie- Veronika Vítková - Gabriela Soukalová - Michal Šlesingr - Ondřej Moravec  | France- Anaïs Bescond - Marie Dorin Habert - Jean-Guillaume Béatrix - Martin Fourcade         | Norvège- Fanny Welle-Strand Horn - Tiril Eckhoff - Johannes Thingnes Bø - Tarjei Bø | Norvège                              |
| Fin des championnats du monde                              |             |                              |                  |                                                                                     |                                                                                               |                                                                                     |                                      |